# Чемпіонат світу із шахів 1948
Матч-турнір за звання чемпіона світу з шахів був проведений у Гаазі та Москві з 2 березня по 17 травня 1948 року. Переможцем турніру став Михайло Ботвинник, який і був проголошений шостим чемпіоном світу з шахів.

## Історія
Чинний чемпіон світу Олександр Алехін помер непереможеним 23 березня 1946 року. На Конгресі ФІДЕ 1947 року був визначений порядок визначення нового чемпіона та регламент усіх наступних матчів. Було запропоновано провести матч-турнір між 6 найсильнішими шахістами на той час:
- Макс Ейве (Нідерланди) — екс-чемпіон світу
- Михайло Ботвинник (СРСР) — переможець турніру в Гронінгені, Алехін прийняв його виклик на матч у 1946 році, але він не відбувся
- Пауль Керес (СРСР) — переможець АВРО-турніру
- Рейбен Файн (США) — переможець АВРО-турніру
- Самуель Решевський (США) — один із найсильніших шахістів світу 30-х — 40-х років
- Василь Смислов (СРСР) — один із найсильніших шахістів світу 40-х років

Передбачалося, що шахісти повинні зіграти між собою чотириколовий турнір (20 партій). Проте перед початком турніру Файн відмовився від участі, тому щоб залишити кількість партій тією ж самою, ФІДЕ постановила грати турнір у п'ять кіл. Перші два були проведені в Гаазі, інші три — в Москві. Вигравши усі мікроматчі, Михайло Ботвинник набрав 14 очок із 20 і став наступним чемпіоном світу.

## Результати
| Місце | Учасник                  | 1 | 1 | 1 | 1 | 1 | 2 | 2 | 2 | 2 | 2 | 3 | 3 | 3 | 3 | 3 | 4 | 4 | 4 | 4 | 4 | 5 | 5 | 5 | 5 | 5 | Очки |
| 1     | Михайло Ботвинник (СРСР) |   |   |   |   |   | ½ | ½ | 1 | ½ | ½ | 1 | 1 | 1 | 1 | 0 | 1 | ½ | 0 | 1 | 1 | 1 | ½ | 1 | ½ | ½ | 14   |
| 2     | Василь Смислов (СРСР)    | ½ | ½ | 0 | ½ | ½ |   |   |   |   |   | 0 | 0 | ½ | 1 | ½ | ½ | ½ | 1 | ½ | ½ | 1 | 1 | 0 | 1 | 1 | 11   |
| 3-4   | Пауль Керес (СРСР)       | 0 | 0 | 0 | 0 | 1 | 1 | 1 | ½ | 0 | ½ |   |   |   |   |   | 0 | ½ | 1 | 0 | ½ | 1 | ½ | 1 | 1 | 1 | 10½  |
| 3-4   | Самуель Решевський (США) | 0 | ½ | 1 | 0 | 0 | ½ | ½ | 0 | ½ | ½ | 1 | ½ | 0 | 1 | ½ |   |   |   |   |   | 1 | ½ | ½ | 1 | 1 | 10½  |
| 5     | Макс Ейве (Нідерланди)   | 0 | ½ | 0 | ½ | ½ | 0 | 0 | 1 | 0 | 0 | 0 | ½ | 0 | 0 | 0 | 0 | ½ | ½ | 0 | 0 |   |   |   |   |   | 4    |